# Le Chalet
Le Chalet (título original en francés; en español, El chalé) es una opéra-comique en un acto con música de Adolphe Adam y libreto en francés de Eugène Scribe y Mélésville basado en el singspiel Jery und Bätely de Goethe. La partitura reutiliza material de la cantata del propio Adam Ariane a Naxos (1825), con la que obtuvo el Prix de Rome. El texto del singspiel había sido musicado anteriormente por Winter, 1790 y Kreutzer, 1810, y posteriormente por Donizetti, 1836 y Rietz, 1840.

## Historia
La ópera se estrenó en París, en la Opéra-Comique (Salle de la Bourse) el 25 de septiembre de 1834. La obra tuvo una larga y exitosa carrera en la Opéra-Comique; alcanzó su representación n.º 500 en 1851, la n.º 1.000 en 1873 y la 1.500 en 1922 con Miguel Villabella como Daniel.
Esta ópera rara vez se representa en la actualidad; en las estadísticas de Operabase no aparece entre las óperas representadas en el período 2005-2010.

## Personajes
| Personaje                                      | Tesitura | Reparto del estreno, 25 de septiembre de 1834 (Director: -) |
| ---------------------------------------------- | -------- | ----------------------------------------------------------- |
| Daniel, un joven granjero                      | tenor    | Joseph Antoine Charles Couderc                              |
| Bettly, hermana de Max                         | soprano  | Félicité Pradher, née More                                  |
| Max, en el ejército suizo                      | bajo     | Inchindi (Jean-François Hennekindt)                         |
| Coro: soldados, jóvenes y muchachas del valle. |          |                                                             |
|                                                |          |                                                             |